# Hovedserien (1936/1937)
Sezon Hovedserien rozegrany został na przełomie 1936 i 1937 roku. Był to 3. sezon rozgrywek o Mistrzostwo Norwegii w hokeju na lodzie. W rozgrywkach wzięło udział 8 zespołów podzielonych na dwie grupy.

## Sezon zasadniczy
Uczestniczyło w nim 8 drużyn podzielonych na dwie grupy – 1. i 2., które rozegrały po 6 spotkań w każdej z grup. Zwycięzcy grup spotkali się w dwumeczu finałowym, w którym rywalizowali o mistrzostwo Norwegii. Dwie najsłabsze drużyny z każdej z grup rywalizowały – najpierw między sobą, a następnie przegrany meczu ze zwycięzcą niższej klasy rozgrywkowej – o utrzymanie.

### Tabela grupy 1
| Poz. | Drużyna       | M | Pkt. | Z | R | P | G+ | G- | +/- |
| ---- | ------------- | - | ---- | - | - | - | -- | -- | --- |
| 1    | Grane SK      | 6 | 12   | 6 | 0 | 0 | 25 | 5  | +20 |
| 2    | SK Forward    | 6 | 7    | 3 | 1 | 2 | 16 | 18 | -2  |
| 3    | Holmen Hockey | 6 | 3    | 1 | 1 | 4 | 14 | 17 | -3  |
| 4    | Gjøa IF       | 6 | 2    | 1 | 0 | 5 | 6  | 21 | -15 |

### Tabela grupy 2
| Poz. | Drużyna        | M | Pkt. | Z | R | P | G+ | G- | +/- |
| ---- | -------------- | - | ---- | - | - | - | -- | -- | --- |
| 1    | SFK Trygg      | 6 | 8    | 3 | 2 | 1 | 4  | 2  | +2  |
| 2    | Hasle-Løren IL | 6 | 6    | 2 | 2 | 2 | 8  | 9  | -1  |
| 3    | SK Strong      | 6 | 5    | 2 | 1 | 3 | 10 | 10 | 0   |
| 4    | Furuset IF     | 6 | 5    | 1 | 3 | 2 | 6  | 7  | -1  |

- = drużyny zapewniające sobie awans do finału,       = drużyny walczące o utrzymanie
- Poz. = lokata, M = liczba rozegranych spotkań, Pkt. = Liczba zdobytych punktów, Z = Wygrane, R = Remisy, P = Porażki (ogółem), G+ = Gole strzelone, G- = Gole stracone, +/- Różnica goli

## Finał
- SFK Trygg – Grane SK (1:1, 1:2)

## Baraże o utrzymanie
- Furuset IF – Gjøa IF 1:0
- Gjøa IF – Stabæk IF 0:2